# Protoptère éthiopien
Protopterus aethiopicus
Espèce
Le Protoptère éthiopien (Protopterus aethiopicus) est une espèce de poissons osseux, un dipneuste africain.

## Description

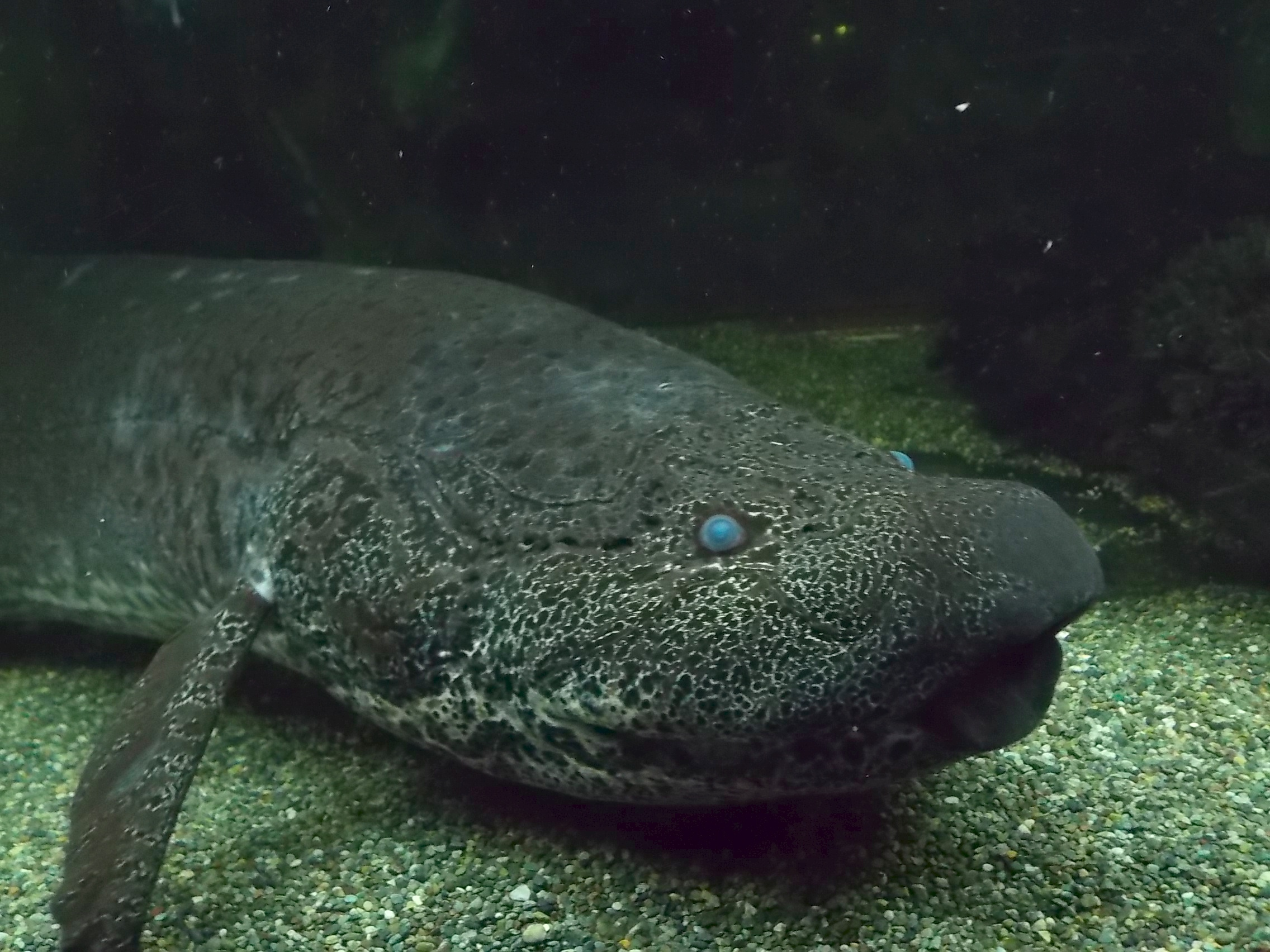
Tête de Protoptère éthiopien.

Le Protoptère éthiopien peut mesurer jusqu'à 2 mètres de long.
C'est l'animal possédant le plus grand génome parmi tous les organismes séquencés (en 2017), se composant de 132,8 milliards de paires de bases.

## Répartition
Le Protoptère éthiopien vit en Afrique de l'Est et dans le bassin du Congo.

## Habitat
Les adultes peuvent vivre dans des endroits sujets à la sécheresse pendant de longs mois grâce à leur capacité à estiver dans le sol en formant une bulle d'air.

## Liste des sous-espèces
Selon BioLib (13 mars 2018) :
- sous-espèce Protopterus aethiopicus aethiopicus Heckel, 1851
- sous-espèce Protopterus aethiopicus congicus Poll, 1961
- sous-espèce Protopterus aethiopicus mesmaekersi Poll, 1961